# 生坂藩
岡山新田藩（日语：／ Okayama-shindenhan */?）是日本備中國窪屋郡生坂的藩，為備前岡山藩的支藩，寬文12年6月11日（1672年7月5日）創藩，明治3年正月12日（1871年8月29日）改稱為生坂藩（日语：／ Ikusaka-han */?），明治4年7月14日（1871年8月29日）廢藩，石高是15,000石，人口是1,772戶9,917人。武家屋敷方面，江戶藩邸上屋敷位於櫻田久保町和愛宕下，下屋敷位於麻布長坂和鐵砲洲築地。

## 歷史
寬文12年6月11日（1672年7月5日），備前岡山藩藩主池田光政在致仕後，他新田分知15,000石予其三子池田輝錄，根據《丹波守樣備中之內御知行高村割帳》記載，領地是備中國下道郡8村、窪屋郡8村、淺口郡4村和都宇郡4村，其中新田佔約3,565石。寶永5年（1708年）閏正月，生坂藩的領地改為下道郡3村4,487石以及窪屋郡11村10,513石，總共15,000石，由於沒有獲發領知朱印狀，因此實際上是分家。
正德4年2月19日（1714年4月3日），池田軌隆長子作為輝錄的養子而繼位，即池田政晴。寬延元年閏10月5日（1748年11月25日），政晴的長子池田政員繼位。明和4年3月21日（1767年4月19日），政員之弟池田政弼繼位。安永5年9月23日（1776年11月3日），政弼四子池田政恭繼位。文政5年11月21日（1823年1月2日），政恭長子池田政範繼位。寬政年間（1789年至1801年），由於岡山新田藩無法自理財政，因此請求岡山藩來處理，從而遭到已經援助其金錢以及米的岡山藩指責。
天保10年正月23日（1839年3月8日），播磨福本藩藩主池田喜通之兄池田政和作為政範的養子而繼位。安政元年（1855年），政和在岡山藩藩主池田慶政奉命前往房總沿岸戒備時與其一同出兵至上總國竹岡，並且駐守至安政3年（1856年）。安政2年12月27日（1856年2月3日），政和次子池田政禮繼位。文久3年（1863年），政禮奉命在京都御所戒備。
慶應4年正月1日（1868年1月25日），在京都的藩兵奉命前往伏見巡邏。正月3日（1月27日），鳥羽伏見之戰爆發，部分藩兵奉命前往猿辻戒備。正月4日（1月28日），原本奉命前往伏見巡邏的藩兵也一同改為前往猿辻戒備。翌日，藩兵與肥後熊本藩一同出兵至大津方面，與岡山藩一同戒備。正月12日，政禮憑這些軍功獲得表揚。同年7月23日（9月9日），岡山新田藩獲岡山藩藩主池田章政提出申請而得到正式承認。明治3年正月12日（1870年2月12日），岡山新田藩改稱為生坂藩。同年7月，生坂藩在生坂的東雲院客殿設立藩廳。明治4年7月14日（1871年8月29日），廢藩置縣。

## 歷任藩主
| 家名   | 家格 | 名稱     | 石高     |
| ------ | ---- | -------- | -------- |
| 池田家 | 外樣 | 池田輝錄 | 15,000石 |
| 池田家 | 外樣 | 池田政晴 | 15,000石 |
| 池田家 | 外樣 | 池田政員 | 15,000石 |
| 池田家 | 外樣 | 池田政弼 | 15,000石 |
| 池田家 | 外樣 | 池田政恭 | 15,000石 |
| 池田家 | 外樣 | 池田政範 | 15,000石 |
| 池田家 | 外樣 | 池田政和 | 15,000石 |
| 池田家 | 外樣 | 池田政禮 | 15,000石 |

## 領地
| 令制國 | 郡     | 領地                                                                              |
| ------ | ------ | --------------------------------------------------------------------------------- |
| 備中國 | 下道郡 | 新田：上秦村、福谷村、富原村、八代村、中原村 古地：秦下村、上原村、下原村         |
| 備中國 | 窪屋郡 | 新田：柿木村、田之上村、西中新田村 古地：真壁村、福島村、大島村、澀江村、四十瀨村 |
| 備中國 | 淺口郡 | 新田：益坂村、龜山村 古地：地頭上村、上竹村                                       |
| 備中國 | 都宇郡 | 古地：松島村、矢尾村、別府村、黑崎村                                              |

| 令制國 | 郡     | 領地 |
| ------ | ------ | --- |
| 備中國 | 窪屋郡 | 輕部村、輕部村之內中島、古地村、黑田村、三田村、三輪村之內小屋、子位莊村、澀江村、澀江村之內田之上、真壁村之內八田部、生阪村、生阪村之內西阪、川入村、淺原村、大島村、八王寺村、福島村、平田村 |
| 備中國 | 都宇都 | 黑崎村、松島村、中田村、別府村、別府村之內吉田、矢尾村 |

## 註解
1. ↑  生坂現為岡山縣倉敷市生坂（日语：菅生地区 (倉敷市)）[1]。
2. ↑  現行對應地名如下：
  - 櫻田久保町現為東京都港區西新橋1丁目13至15番的東部[6]。
  - 愛宕下上屋敷現為西新橋3丁目22−5的芝郵局（日语：芝郵便局）[7][8]。
  - 麻布長坂下屋敷現為港區六本木5丁目的飯倉出入口[8]。
3. ↑  竹岡現為千葉縣富津市竹岡（日语：竹岡村）[12]。

## 外部連結
- . kotobank （日语）.